# Houtaing
 Houtaing  (Nederlands: Houthem) is een dorp in de Belgische provincie Henegouwen en een deelgemeente van de Waalse stad Aat. Houtaing was een zelfstandige gemeente tot het bij de gemeentelijke herindeling van 1977 toegevoegd werd aan de gemeente Aat.

## Bezienswaardigheden
- De Sint-Quirinuskerk (Église Saint-Quirin) is een bakstenen classicistisch kerkgebouw van 1789. De kerk bezit een 15e-eeuws gepolychromeerd beeld van Maria met Kind. Ook is er een 16e-eeuws gotisch doopvont,
- Het Kasteel van La Berlière, zeker vanaf 1337 de zetel van het geslacht De Ligne. Herbouwd in 1664 en 1793. Omringd door een landgoed en een Engelse landschapstuin.

## Natuur en landschap
Houtaing ligt aan de zuidrand van het Pays des Collines, op een hoogte van 68 meter aan de kerk. Het noorden is zeer bosrijk.

## Demografische ontwikkeling
- Bronnen:NIS, Opm:1831 tot en met 1970=volkstellingen, 1976= inwoneraantal op 31 december

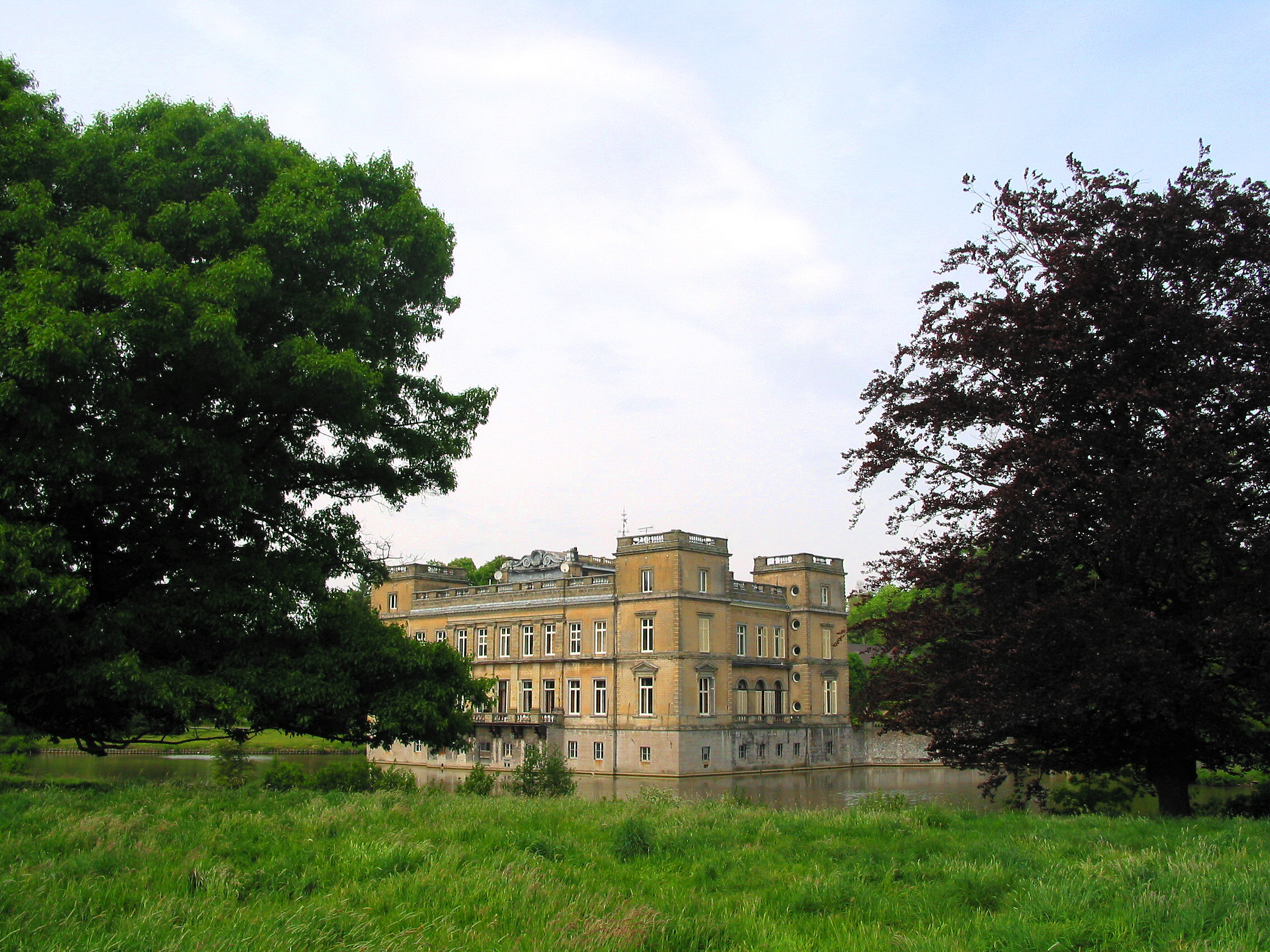
Kasteel van La Berlière

## Nabijgelegen kernen
Buissenal, Mainvault, Ligne, Chapelle-à-Wattines, Grandmetz